# Dziady (dramat)

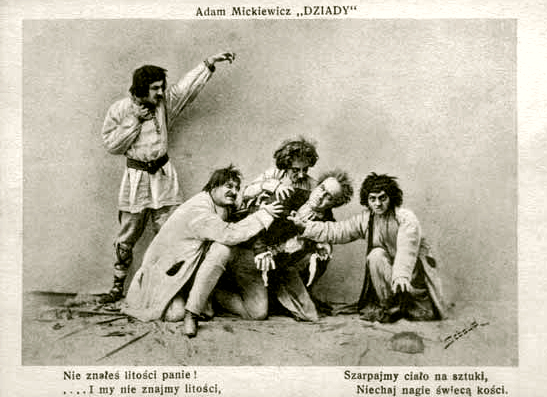
Scena z Dziadów w inscenizacji Stanisława Wyspiańskiego (Teatr Miejski w Krakowie, premiera 31 października 1901)

Dziady – cykl dramatów romantycznych Adama Mickiewicza publikowany w latach 1823–1860. Składają się na niego trzy luźno powiązane części oraz część pierwsza, wydana pośmiertnie, mająca charakter nieukończony:
- Dziady część II – dramat z 1823 roku
- Dziady część IV – dramat z 1823 roku
- Dziady część III – dramat z 1832 roku
- Dziady część I – dramat ogłoszony pośmiertnie w 1860 roku (nieukończony)

Oprócz dramatów, w skład II części wchodzi wiersz Upiór publikowany początkowo jako osobny utwór, zaś w skład III części rozległy Ustęp – epicki komentarz ukazujący obraz carskiej Rosji, zakończony słynnym wierszem Do przyjaciół Moskali.
Elementem spajającym te części jest obrzęd Dziadów – zaobserwowanych przez Adama Mickiewicza w okolicy Solecznik – dokładnie przedstawiony w części II, wspominany przez Gustawa w cz. IV i odbywający się w scenie IX cz. III. W utworze znajdują się liczne wątki autobiograficzne, zawarte są w nim idee romantyzmu, także polskiego, związanego z walką narodowowyzwoleńczą z rosyjskim zaborcą.
Pełny tekst:  Dziadów  w Wikiźródłach 

  Pobierz jako: EPUB   • PDF   • MOBI  

## Opis utworów

### Dziadyczęść II
II część Dziadów, chronologicznie pierwsza, powstawała w latach 1820–1821, w okresie wileńsko-kowieńskim życia Adama Mickiewicza (stąd określenie Dziady wileńsko-kowieńskie). Została opublikowana po raz pierwszy w II tomie Poezji. Utwór poprzedza balladowy wiersz Upiór.
Akcja toczy się w Dzień Zaduszny (w nocy) w kaplicy, gdzie zebrała się grupa ludzi z pobliskiej wioski. Trwa ludowy obrzęd dziadów, któremu przewodniczy Guślarz. Zebrani wzywają kolejno dusze czyśćcowe, chcąc ulżyć im w cierpieniu. Na ich wezwanie przybywają trzy rodzaje duchów: lekkie, ciężkie i pośrednie.
Kiedy obrzęd dobiega końca, nieoczekiwanie zjawia się jednak kolejny duch, który nie reaguje na wezwania i przekleństwa Guślarza i reszty zgromadzonych. Duch ten zmierza w stronę jednej z wieśniaczek i wskazuje na swoje zranione serce. Chłopi wyprowadzają wieśniaczkę, a widmo podąża za nimi.
Zjawienie się tajemniczego ducha w pewien sposób tłumaczy wiersz Upiór dołączony do Dziadów przez Mickiewicza. Tytułowy bohater tego utworu – postać o nieokreślonym statusie egzystencjalnym – nie żyje, ale i nie umarł ostatecznie, jest duchem skazanym za grzech (samobójstwo) na karę corocznego powtarzania swego cierpienia na świecie. Cierpienie to jest związane z nieszczęśliwą miłością i życiem wśród ludzi, którzy go nie rozumieją.

### Dziadyczęść IV
Ta część Dziadów, chronologicznie druga, powstała w latach 1821–1822 i została opublikowana w II tomie Poezji. Wraz z częścią II jest nazywana Dziadami wileńsko-kowieńskimi. Jest to dramat o tematyce miłosnej, w którym głównym bohaterem jest nieszczęśliwy kochanek –  Akcja utworu toczy się w dzień zaduszny między godziną dziewiątą wieczorem a północą, natomiast miejscem akcji jest dom księdza, który w przeszłości był nauczycielem głównego bohatera.
Osobowość Gustawa została ukształtowana poprzez lekturę Nowej Heloizy Rousseau oraz Cierpień młodego Wertera Goethego. Utwory te uczyniły z niego indywidualistę, a nawet pchnęły go do samobójstwa. Kochanka głównego bohatera jest określana jako nadludzka dziewica, została bowiem uwznioślona i uświęcona. Jest dla niego przeznaczeniem i darem niemalże nadprzyrodzonym. Jednak od momentu poślubienia jej przez osobę bogatą i utytułowaną dla Gustawa rozpoczyna się godzina rozpaczy, przepełniona egzaltacją, miłosnym cierpieniem, udręką zazdrości. Cierpienie to zostało wyrażone językiem jak na owe czasy bardzo nowoczesnym. Ta część jest uważana przez badaczy m.in. za studium psychologiczne.
Ksiądz, słuchacz historii Gustawa, jest przez niego postrzegany za uosobienie racjonalizmu, zdrowego rozsądku i konformizmu; potrafi posługiwać się tylko maksymami, powiedzeniami o charakterze popularnych porzekadeł, np. Pan Bóg daje, Pan Bóg bierze!, po smutkach wesele. Z kolei nieszczęśliwy kochanek reprezentuje romantyczny spirytualizm.

### Dziadyczęść III

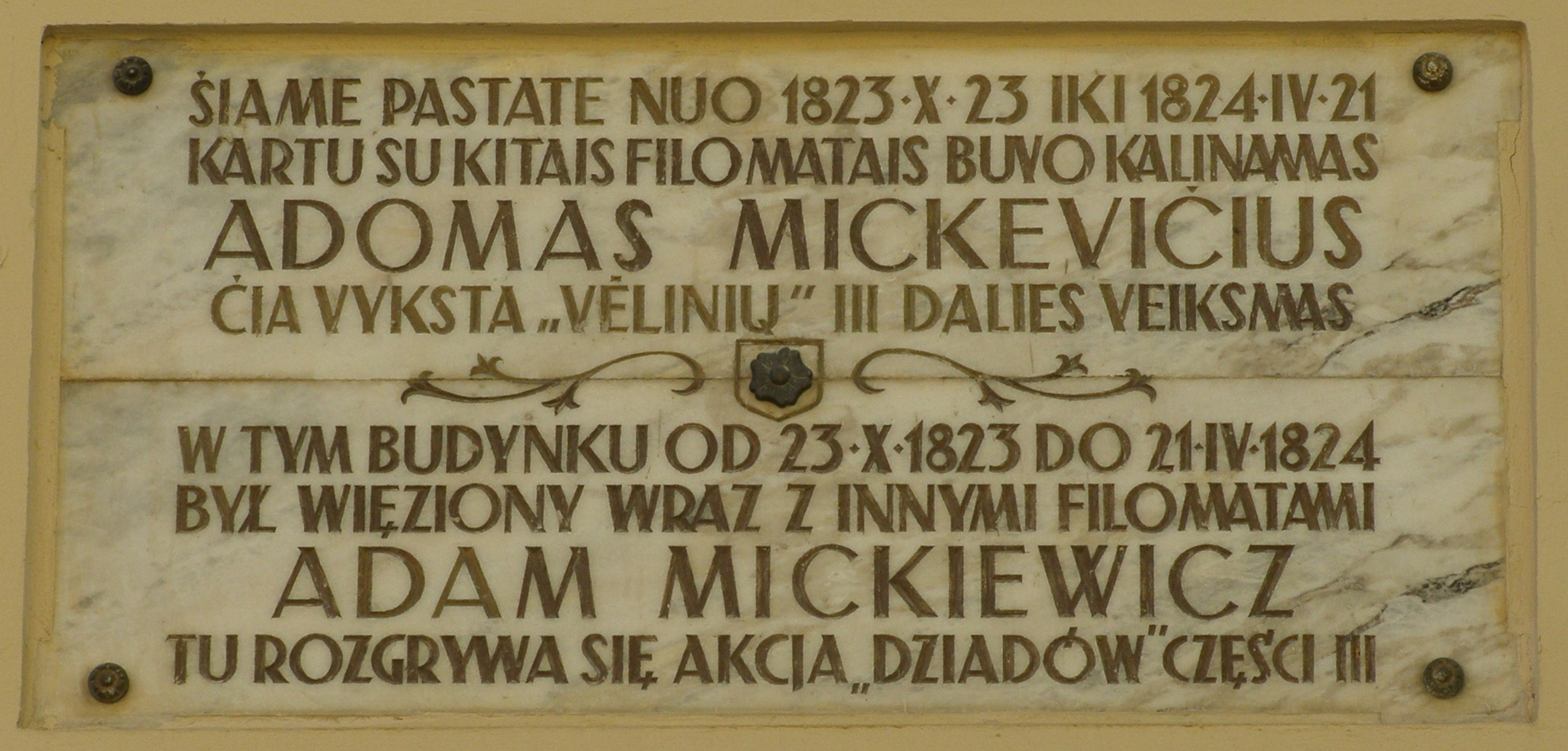
Tablica upamiętniająca więzienie Adama Mickiewicza w klasztorze bazylianów w Wilnie

Trzecia, ostatnia ukończona część dramatu, została napisana wiosną 1832 roku i nazywana jest Dziadami drezdeńskimi (wiąże się to z pobytem Mickiewicza w Dreźnie). Tekst opublikowano po raz pierwszy w 1832 roku jako IV tom Poezji (w wydaniu zbiorowym) oraz rok później w edycji osobnej. Przez badaczy ta część Dziadów jest uważana za arcydzieło polskiego dramatu romantycznego, m.in. ze względu na połączenie w jednym utworze problematyki polityczno-historycznej z metafizyczną.
Charakterystycznymi cechami tego dramatu są jego nieciągłość, fragmentaryczność i otwarta, swobodna kompozycja. Żaden z licznych wątków fabularnych nie został ukończony, losy bohaterów są niedopowiedziane (z wyjątkiem Doktora, który ginie od uderzenia piorunem). Do całego cyklu nawiązuje scena IX (obrzęd tytułowych Dziadów).
Mickiewicz poszukiwał nowej formy dramatu, odmiennego od konstrukcji utworów Szekspira, Calderona, Goethego czy Schillera. Entuzjastycznie przyjął pojawienie się dramatów Dittmera i Cavé pt. Les soirées de Neuilly, esquisse dramatiques et historiques (1827), w których dostrzegał nowatorstwo.
Plan historyczny utworu dzieli się na dwie części: jawną (oficjalny wymiar rzeczywistości) i ukrytą (martyrologia, spiski i walka narodowowyzwoleńcza). W części jawnej (Dom wiejski pode Lwowem, Salon Warszawski, Pan Senator) poeta staje się bezlitosnym analitykiem i krytycznym obserwatorem zaprezentowanej w utworze zbiorowości. Zbiorowość ta dzieli się na „lewą” i „prawą” stronę. W części ukrytej autor zawarł swoją drezdeńską koncepcję martyrologicznej historii Polski.
Jedną z cech charakterystycznych dla tej części Dziadów jest mesjanizm, polegający na eksploatowaniu paraleli pomiędzy cierpieniem Jezusa a ofiarą Polaków pozbawionych własnej państwowości i prześladowanych. Ofiara ta ma mieć, według Mickiewicza, charakter uniwersalny, stanowi bowiem powtórzenie odkupienia Chrystusa. Wyrazicielem takiej postawy w utworze jest Ks. Piotr, który posiada zdolność przewidywania przyszłości („widzenia”). Jego przepowiednie mają charakter optymistyczny, chociaż ich treść jest bardzo nieprecyzyjna (np. liczba 44); podjęto wiele różnych prób interpretacji tych wizji. Przeciwieństwem ks. Piotra w utworze jest Konrad, którego cechują indywidualizm, świadomość własnej wyjątkowości, a nawet duma urastająca do pychy. Źródło takiej postawy tkwi w przekonaniu, że jest wielkim poetą, dzięki czemu dysponuje wyjątkową mocą (Ja czuję nieśmiertelność, nieśmiertelność tworzę, / Cóż ty większego mogłeś zrobić – Boże?, sc. II, w. 54-55). Posiada zdolność do odczuwania bólu za cały naród polski. W Wielkiej improwizacji podnosi bunt przeciwko Bogu, żądając od Niego władzy nad światem, aby urządzić go lepiej. Oskarża Boga w ten sposób o całe zło, a do tak gwałtownych żądań popycha Konrada odczuwanie cierpień własnego narodu (Ja i ojczyzna to jedno. / Nazywam się Milijon – bo za milijony / Kocham i cierpię katusze, w. 259-261). Żąda od Stwórcy całkowitej kontroli nad ludźmi, dlatego też marzenie o szczęściu i pokoju na Ziemi nosi cechy tyranii. Jednak Konrad nie zostaje wyraźnie w utworze potępiony.

### Dziadyczęść I

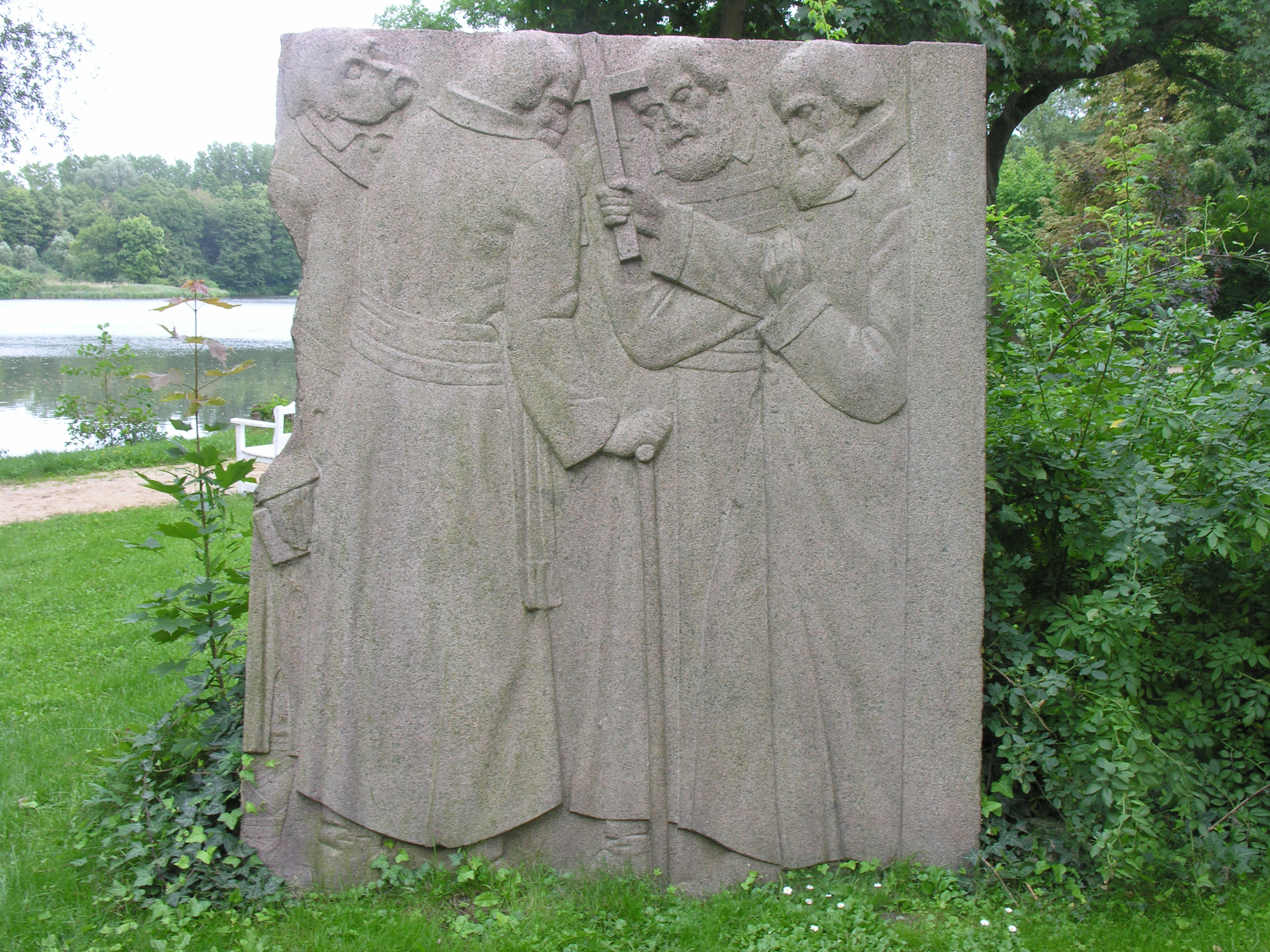
Fragment niezrealizowanego pomnika Adama Mickiewicza, dłuta Henryka Kuny, przedstawiający scenę z Dziadów

Pierwsza część Dziadów nie została ukończona ani wydana za życia artysty. Utwór powstawał prawdopodobnie na początku 1821 roku. Autorski tytuł brzmiał: Dziady. Widowisko. Po raz pierwszy do druku trafiła w wydanym w Paryżu w 1860 roku podsumowaniu ważniejszych dzieł Mickiewicza. Zawiera zbiór niepowiązanych ze sobą scen. Pierwsza część Dziadów przez niektórych jest traktowana jako początek cyklu, a przez innych jako jego zakończenie.
W utworze pojawiają się, podobnie jak w części II: postać Guślarza, opis obrzędu cmentarnego oraz Chór młodzieńców i Chór młodzieży. Część badaczy uważa, że te Chóry stanowią literacką kreację filomatów, z którymi Mickiewicz w okresie pisania utworu prowadził spór filozoficzno-światopoglądowy.
Historycy literatury nie potrafią odpowiedzieć na pytanie, dlaczego autor ani nie ukończył tej części Dziadów, ani nie zniszczył rękopisu. Niektórzy badacze utrzymują, że ten utwór jest ukończoną całością, złożoną z luźnych fragmentów.

## Niektóre inscenizacjeDziadów

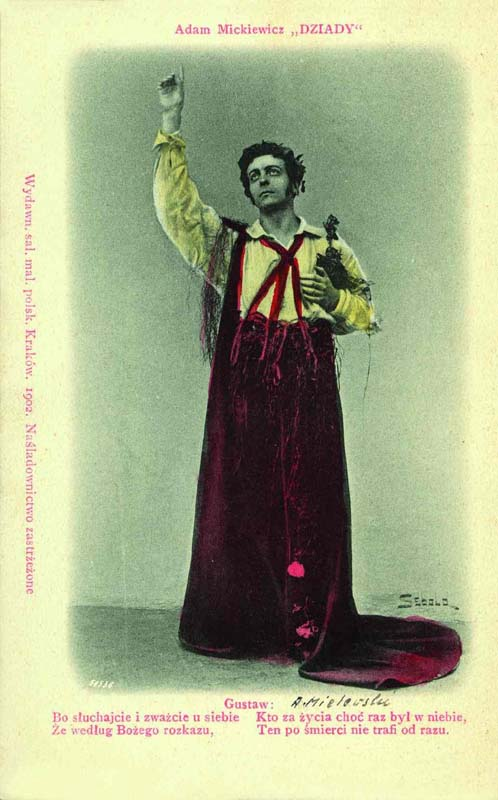
Andrzej Mielewski w roli Gustawa-Konrada w Dziadach w inscenizacji Stanisława Wyspiańskiego (Teatr Miejski w Krakowie, premiera 31 października 1901)

### W Polsce
- 31 października 1901: Adama Mickiewicza „Dziady”. Sceny dramatyczne, prapremiera dramatu w Teatrze Miejskim w Krakowie (obecnie Teatr im. Juliusza Słowackiego), w opracowaniu tekstu i w inscenizacji Stanisława Wyspiańskiego. W roli Konrada wystąpił Andrzej Mielewski. Wyspiański dokonał licznych skrótów w tekście, rezygnując z niektórych wątków.
- 1934: Dziady. Poema – widowisko w Teatrze Polskim w Warszawie, w reżyserii Leona Schillera. Była to realizacja „Teatru Ogromnego”, koncepcji rozwiniętej z idei Stanisława Wyspiańskiego i Edwarda Gordona Craiga. W roli Gustawa–Konrada wystąpił Józef Węgrzyn. Scenografię zaprojektował Andrzej Pronaszko.
- 1961: Dziady w Teatrze 13 Rzędów w Opolu, w reżyserii Jerzego Grotowskiego, scenografia Jerzy Gurawski, kostiumy Waldemar Krygier.
- 1967: Dziady w Teatrze Narodowym, w reżyserii Kazimierza Dejmka i ze scenografią Andrzeja Stopki. Przedstawienie zyskało wymiar polityczny, zaniepokojone jego odbiorem społecznym i antyradziecką wymową władze komunistyczne nakazały zdjęcie spektaklu z afisza. Decyzja spowodowała protesty, które zapoczątkowały wydarzenia Marca 1968. Główną rolę w przedstawieniu zagrał Gustaw Holoubek (Gustaw–Konrad), partnerowali mu m.in. Józef Duriasz (Ksiądz Piotr), Zdzisław Mrożewski (Senator), Kazimierz Opaliński (Guślarz), Barbara Rachwalska (Pani Rollison), Stanisław Zaczyk (Adolf), Ignacy Machowski (Doktor).
- 1973: Dziady w Starym Teatrze w Krakowie, w reżyserii Konrada Swinarskiego. Odtwórcą roli Konrada był Jerzy Trela. Jednym z zabiegów inscenizacyjnych było połączenie sceny z widownią poprzez budowę specjalnego pomostu. Dzięki zakwestionowaniu tradycyjnego podziału publiczność stała się aktorem, który – tak jak pozostali aktorzy – brał udział w sztuce. Przedstawienie Swinarskiego wystawiano 269 razy[20], do roku 1983.
- 2011: Dziady w Teatrze im. St. Wyspiańskiego w Katowicach, w reżyserii Krzysztofa Babickiego. Współczesna interpretacja dzieła, będąca próbą znalezienia w nim prawd aktualnych po dziś dzień.
- 22 kwietnia 2011: w Teatrze Polskim w Bydgoszczy, w reżyserii Pawła Wodzińskiego.
- 22 marca 2014: w Teatrze Nowym w Poznaniu, w reżyserii Radosława Rychcika
- 20 lutego 2016: w Teatrze Polskim we Wrocławiu w reżyserii Michała Zadary. Po raz pierwszy wystawiono Dziady bez jakichkolwiek skrótów, łącznie z wierszem Upiór oraz Ustępem do III części. Spektakl (z przerwami) trwał od południa do późnej nocy, ok. 13 i pół godziny.[21]
- 29 października 2016: w Teatrze Wierszalin w Supraślu w reżyserii Piotra Tomaszuka.[22]
- 19 listopada 2021: w Teatrze Słowackiego w Krakowie w reżyserii Mai Kleczewskiej. Spektakl spotkał się z negatywną reakcją reprezentantów władz konserwatywnych – swoje stanowisko wyraziła małopolska kuratorka oświaty Barbara Nowak[23], ponadto apel o „podjęcie zdecydowanych działań wobec dyrekcji Teatru Słowackiego” skierował do marszałka woj. małopolskiego radny Krakowa Adam Kalita[24].

### Za granicą
- 1937: Dziady w Teatrze Narodowym w Sofii, w reżyserii Leona Schillera
- 1990: Dziady w Wileńskim Teatrze Dramatycznym, w reżyserii Jonasa Vaitkusa. W rolę Konrada wcielił się Valentinas Masalskis. Spektakl zawierał wszystkie części dramatu.

### Spektakle Teatru Telewizji
- 1959: Sceny dramatyczne z „Dziadów” – spektakl Teatru Telewizji w reżyserii Adama Hanuszkiewicza
- 1977: Dziady - Teatr im. S. Jaracza, Olsztyn w reżyserii Henryka Baranowskiego
- 1981: Dziady cz. III – spektakl Teatru Telewizji w reżyserii Jana Kulczyńskiego
- 1983: Dziady – spektakl Teatru Telewizji w reżyserii Konrada Swinarskiego
- 1997: Dziady – spektakl Teatru Telewizji w reżyserii Jana Englerta
- 2011: Dziady – spektakl Teatru Telewizji w reżyserii Krzysztofa Babickiego (telewizyjne przeniesienie spektaklu zarejestrowanego na Dużej Scenie Teatru Śląskiego w Katowicach)
- 2020: Dziady Teatru Wierszalin  - premiera na antenie TVP Kultura: (17.11.2020) Dziady – Noc pierwsza,  (24.11.2020) część druga mickiewiczowskiej opowieści, przygotowanej przez Teatr Wierszalin, w reżyserii Piotra Tomaszuka[25][26]
- 2023: Dziady. Śladami Adama Mickiewicza (spektakl na żywo w dniu 31.10.2023), reż. Magdalena Małecka-Wippich, Jarosław Gajewski. Jarosław Kilian[27].

### Film
Filmowej adaptacji dramatu dokonał w 1989 r. Tadeusz Konwicki. Lawa. Opowieść o „Dziadach” Adama Mickiewicza oprócz treści zawartych w tekście Mickiewicza odwołuje się do XX-wiecznej historii Polski (obrazy męczeństwa narodu z czasów II wojny światowej, pielgrzymka papieża Jana Pawła II, obrazy współczesnej Warszawy). Rola Gustawa–Konrada rozpisana została na dwóch aktorów: Gustawa Holoubka i Artura Żmijewskiego. W ogromnej obsadzie filmu znaleźli się też m.in. Teresa Budzisz-Krzyżanowska, Maja Komorowska, Henryk Bista, Piotr Fronczewski, Grażyna Szapołowska i Jan Nowicki.

## Dziadyw kulturze
Austriacki filozof, pisarz i poeta Siegfried Lipiner na zlecenie polskiego arystokraty hrabiego Karola Lanckorońskiego dokonał przekładu Dziadów na język niemiecki, które ukazały się drukiem w 1887 roku w Lipsku pod tytułem Todtenfeier (Święto zmarłych, Uroczystość żałobna). Kompozytor Gustav Mahler „czekał” na ten tekst. Na karcie tytułowej utworu, który zaczął komponować dał taki właśnie tytuł „Totenfeier”. W zamyśle kompozytora był to poemat symfoniczny. Po śmierci Hansa von Bülowa Mahler zmienił koncepcję dzieła i tak powstała II Symfonia c-moll „Zmartwychwstanie”. „Totenfeier” stało się teraz pierwszą częścią II Symfonii. Mahler oddzielił wyraźnie I część symfonii od pozostałych ogniw, żądając w partyturze „przynajmniej pięciominutowej przerwy”.
Fragment z Dziadów Adama Mickiewicza ukazał się również w grze komputerowej Wiedźmin 3: Dziki Gon firmy CD Projekt Red w zadaniu pobocznym o tytule „Dziady”.